# Alejandra Krauss
Alejandra Krauss Valle (sinh năm 1956) là một chính trị gia Chile và cựu Bộ trưởng Bộ Kế hoạch và Hợp tác.
Cô là con gái của Enrique Krauss, từng là Bộ trưởng Bộ Nội vụ dưới thời Patricio Aylwin. Cô học luật tại Đại học de Chile. Krauss từng là luật sư, nhân viên xã hội và là thành viên sáng lập của công ty luật "Krauss y Donoso y Cía".
Krauss đã thúc đẩy các sự nghiệp xã hội ở La Florida, tạo ra "Gia đình và Tương lai", một tổ chức xã hội dành riêng cho phát triển gia đình, cùng với Mariana Aylwin. Là thành viên của Đảng Dân chủ Thiên chúa giáo Chile, Krauss được Tổng thống Ricardo Lagos đặt tên là Bộ trưởng Kế hoạch và Hợp tác (MIDEPlan), và bà đã điền vào bài đăng này từ năm 2000 đến 2002. Năm 2004 Krauss là ứng cử viên cho ủy viên hội đồng thị trấn cho La Florida, và được bầu với 10,93% phiếu bầu.